# Абкар, Абдель
Абделькаби́р «Абде́ль» Абка́р (араб. عبد الكبير أبقر‎; род. 10 марта 1999, Сеттат) — марокканский футболист, защитник испанского клуба «Алавес» и сборной Марокко.

## Клубная карьера
Абкар — воспитанник академии Мухаммеда VI и клуба «Малага». 12 ноября 2017 года в матче против «Уэтор-Тахар» он дебютировал за резервную команду клуба «Атлетико Малагеньо». 11 сентября 2018 года Абдель дебютировал в составе основной «Малаги» в матче Кубка Испании против «Альмерии».
22 июля 2020 года Абкар стал игроком команды дублёров Алавеса B. В мае того же года он продлил контракт до лета 2025 года. 30 ноября 2021 года в кубковом матче против «Унами» он дебютировал за основной состав баскского клуба. В сезоне 2022/23 Абкар стал частью первой команды, 14 августа 2023 года в матче против «Кадиса» он дебютировал в испанской Ла Лиге.